# Daniel Florea
Daniel Florea (Vaslui, 18 dicembre 1975) è un ex calciatore rumeno, di ruolo difensore.

## Palmarès
- Campionato rumeno: 1

Dinamo Bucarest: 1999-2000
- Coppa di Romania: 2

Dinamo Bucarest: 1999-2000, 2000-2001
- Campionato ucraino: 2

Šachtar: 2001-2002, 2004-2005
- Coppa d'Ucraina: 2

Šachtar: 2001-2002, 2003-2004
- Campionato cipriota: 2

APOEL: 2006-2007, 2008-2009
- Coppa di Cipro: 1

APOEL: 2007-2008
- Supercoppa di Cipro: 2

APOEL: 2008, 2009